# Джадидуль Ислам
Али Кали Джадидульислам — португальский монах и католический проповедник, впоследствии принявший ислам шиитского толка в Иране в XVI веке и взявший себе имя Джадидульислам.
Приложил много усилий по распространению ислама. Автор ряда книг, написанных в защиту ислама и шиизма и против христианства. Впервые его книги получили распространение в Иране в период правления династии Каджаров.
Али Кали Джадидульислам прибыл в Иран в XVI веке, во время правления династии Сефевидов, для пропаганды и распространения христианства, но после долгого времени исследований перешёл в ислам.
Автор книг «Подарок заблудшим» (фар. هدایه الضالین), «Меч правоверных в уничтожении язычества» (фар. سیف المومنین فی قتال المشرکین).